# Animaux durant la Première Guerre mondiale
Pour un article plus général, voir animaux de guerre.
Un grand nombre d'animaux furent utilisés par les belligérants lors de la Première Guerre mondiale, principalement des équidés pour le transport et la cavalerie, des chiens pour le transport (chien d'attelage) et la transmission des messages, ainsi que des pigeons voyageurs.
Dans une Europe encore largement paysanne, soldats et officiers vont vivre pendant ces années de guerre largement au milieu des bêtes qui seront victimes en nombre du conflit, certaines apportant aussi du réconfort aux soldats, comme les mascottes. Ainsi plus de 11 millions de chevaux, d'ânes et de mules seront tués pendant la guerre.
Si le souvenir de cet apport animal est très vivace juste après le conflit, il va s'estomper dès les années 1930, l'image d'une guerre largement mécanisée s'imposant avec les taxis de la Marne, l'apparition des tanks et des avions, etc. Dans l’hexagone, outre les monuments installés par les étrangers et deux plaques dédiées seulement aux pigeons (Verdun et Lille), Couin (Somme) abrite le seul monument aux Morts de France, pour les animaux,, dont deux plaques de marbre avec l'inscription « Ne les oublions pas ! ». Un monument référencé et visité chaque jour par des résidents des chambres d’hôtes du château, des Britanniques de passage, et de rares Français. En 2004 est édifié à Londres l'Animal in War Memorial.
Les archives officielles de l'armée donnent assez peu d'informations sur cette importante contribution animale, au contraire des témoignages des soldats. Maurice Genevoix dans Ceux de 14 évoque ainsi souvent les animaux de la guerre. Ce sujet historique sera oublié en France jusque dans les années 1980 où l'intérêt en Occident sur l'éthologie et la condition animale, relancera les recherches.

## Équidés, bovins et camélidés

Le roi Pierre Ier de Serbie sur un caisson d'artillerie tiré par des bœufs pendant la retraite de Serbie en 1915.

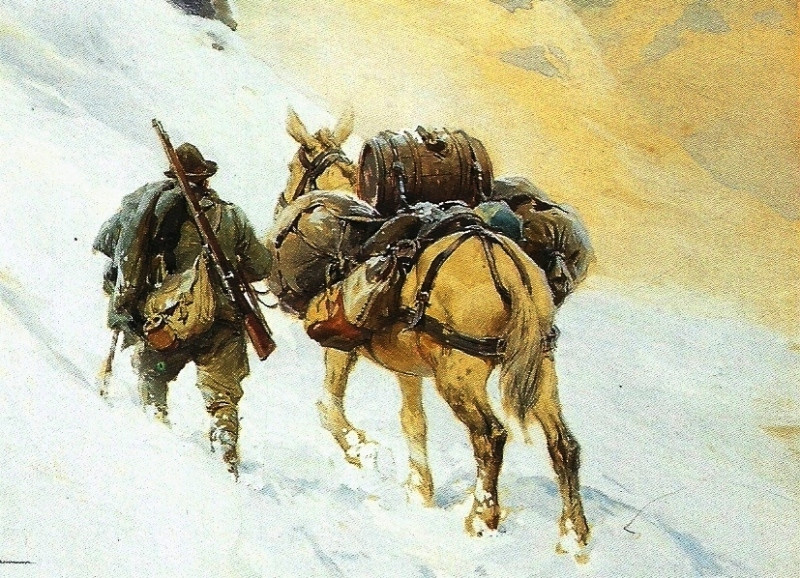
Soldat italien des Alpini menant une mule, toile d'Achille Beltrame, 1916.

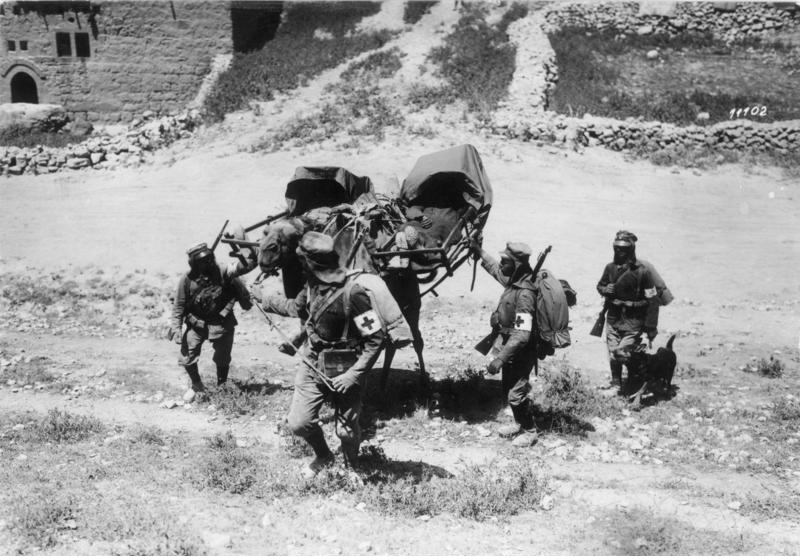
Hommes, dromadaire et chien du service sanitaire de l'armée ottomane sur le front de Palestine, 1918.

Les mules étaient largement employées par les belligérants. Pendant le siège de Kut-el-Amara en Mésopotamie (décembre 1915-avril 1916), l'armée indo-britannique du général Townshend était encerclée par les Ottomans avec 11 000 hommes et 18 000 mules. Quand les provisions vinrent à manquer, il fallut nourrir les mules encore vivantes avec la chair des mules mortes mélangées avec du son et du sel. Les 26 mules encore vivantes à la fin du siège furent abattues par les soldats pour ne pas les laisser aux mains des Turcs.
11,5 millions d’équidés (ânes et mulets compris) participèrent à la guerre, toutes armées confondues (6 millions pour les Russes, 2,5 pour les Allemands, 1,88 pour les Français et 1,2 pour le Royaume-Uni). Un certain nombre de ces animaux étaient déjà habitués au travail qui leur était demandé (utilisés auparavant dans les compagnies de transport ou les mines), mais d'autres, jusque là propriété de particuliers ou de paysans, sont très perturbés, en particulier par les très dures conditions d'acheminement jusqu'aux champs de bataille, pour tirer les canons, les munitions, les ambulances, etc. Comme les soldats, ils subissent l'horreur des tranchées et des combats. Après le conflit le cheval Ragtime parade avec les vétérans, orné de cinq médailles.
Les équidés tout comme les humains sont mobilisés pour la guerre. Les paysans se sont retrouvés sans bêtes pour les aider. 11.5 millions d’équidés sont réquisitionnés par l’état-major.
Les cadavres de chevaux étaient tellement importants que certaines usines ont commencé à fabriquer des chevaux de camouflage pour les tireurs d’élite. Ils étaient aussi utilisés comme moyen d’espionnage pour ensuite transmettre les informations recueillis par radio[pas clair].
Les dromadaires sont largement utilisés par tous les belligérants sur le front du Moyen-Orient. Dans la campagne du Sinaï et de Palestine, en 1916, l'Egyptian Expeditionary Force britannique se dote d'un Camel Transport Corps de 35 000 bêtes pour alimenter le front et le chantier du chemin de fer traversant le Sinaï ; au cours des opérations de 1918, le 21e corps utilise 13 206 chameaux et 1 984 mules, la seule 54th (East Anglian) Infantry Division (en) ayant 1 166 chameaux. Un dromadaire robuste peut porter deux réservoirs d'eau de 12,5 gallons (56,8 l). Des cacolets imités de ceux de l'armée ottomane sont employés au transport des blessés et des bagages.

## Pigeons voyageurs
60 000 pigeons furent mobilisés par la France pendant la guerre.
On peut citer Cher-Ami, un pigeon voyageur ayant sauvé 194 soldats au péril de sa vie. Il y a d'ailleurs laissé un œil et une patte.

## Chiens

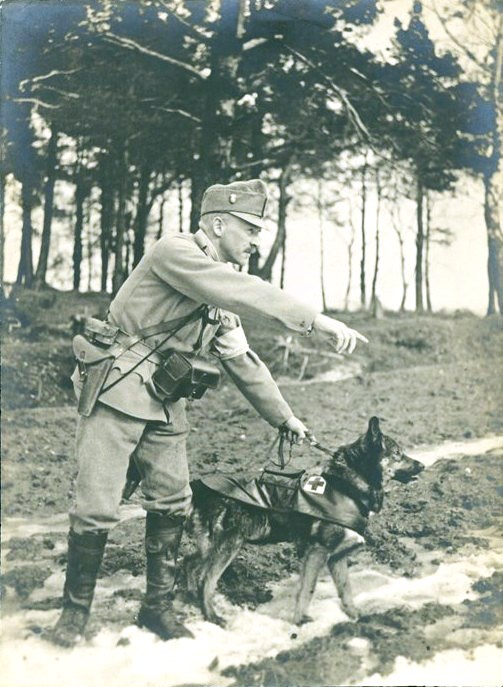
Chien du service médical austro-hongrois, 1914-1918.

Environ 100 000 chiens ont été  employés par les différents belligérants durant le conflit (dès 1914 pour l'Allemagne et l'Autriche-Hongrie, qui possèdent une réelle culture cynophile). De fonctions habituelles, mascotte d'une unité ou chien ratier, ils serviront également d'estafette pour transmettre des messages, de chiens de transport, l'armée belge les utilisera ainsi pour tracter des mitrailleuses, pour tirer des lignes de téléphonie entre les tranchées ou repérer des blessés sur les champs de batailles.

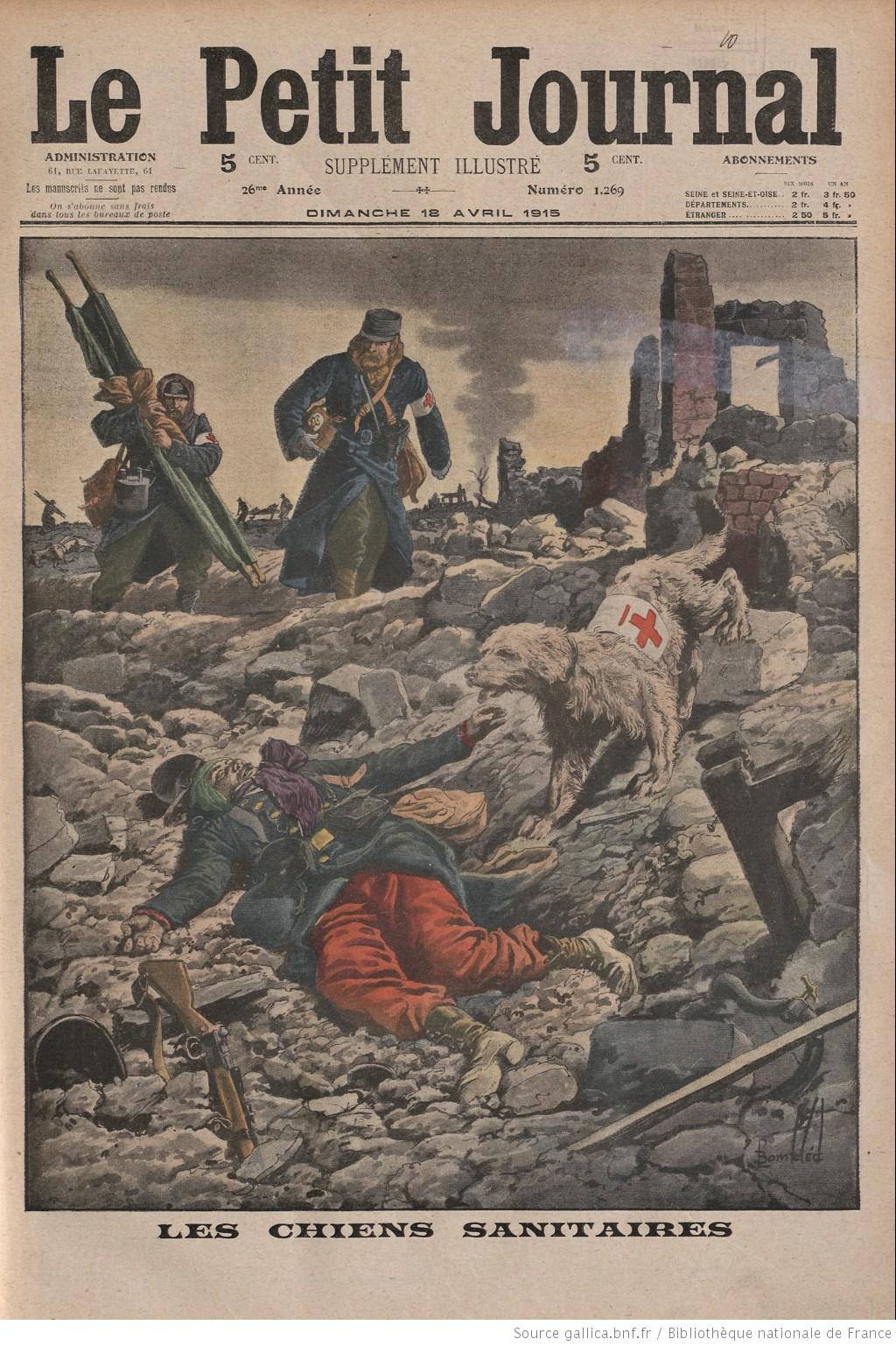
« Les chiens sanitaires » dans l'armée française, Le Petit Journal, 8 février 1918.

En 1915, Alexandre Millerand, ministre français de la Guerre, conscient de leur importance créa le Service des chiens de guerre avec plus de 3 000 animaux, principalement pris dans les fourrières. De manière générale, les Britanniques apparaissent plus respectueux des animaux qu’ils emploient que les Français, notamment vis-à-vis des chiens. Qu’ils soient messagers, sentinelles, gardes ou secouristes, « il s’agit, pour les Britanniques, de construire une relation et de susciter leur collaboration, alors que les Français leur imposent un ordre et une fonction », souligne Eric Baratay : « Très imprégnés de la notion d’animal-machine, ces derniers assimilent le dressage à une méthode de conditionnement et privilégient la distance entre le maître et le chien. Les Britanniques, au contraire, considèrent que chaque chien est différent, avec sa psychologie propre, et laissent le lien s’établir entre son maître et lui. »
Pendant l'occupation du nord-est de la France, l'armée allemande ordonne aux habitants de rassembler tous leurs chiens sur la place publique et réquisitionnent ceux aptes à l'usage militaire : les autres doivent être abattus. Des officiers allemands confisquent aussi des chiens de chasse pour leur usage personnel. 2 500 chiens des services sanitaires (« Sanitätshunde ») sont employés à chercher les blessés sur le champ de bataille, d'autres à intercepter la contrebande ou monter la garde sur les bases et  le long des côtes. Après la guerre, la France réclamera au titre des réparations de la Première Guerre mondiale un dédommagement pour la perte de 26 000 chiens.
Sur le front italien des Alpes, l'armée italienne emploie 3 500 chiens, principalement des saint-bernards, à transporter des approvisionnements par traîneau.
Plusieurs chiens seront décorés ou honorés comme Satan, porteur d'un message au fort français de Thiaumont, pendant la bataille de Verdun, pour demander à la garnison encerclée par les Allemands de tenir encore une journée, le temps que les renforts arrivent et qui sera blessé dans sa mission, Rags (en), la mascotte et chien de liaison de la 1re division d'infanterie américaine. Le plus célèbre est sans doute le Boston Terrier Stubby, qui servit dans le 102e régiment d’infanterie de la 26e division d'infanterie américaine. Il fut le chien le plus décoré de la guerre, obtenant même le grade de sergent.

## Éléphants

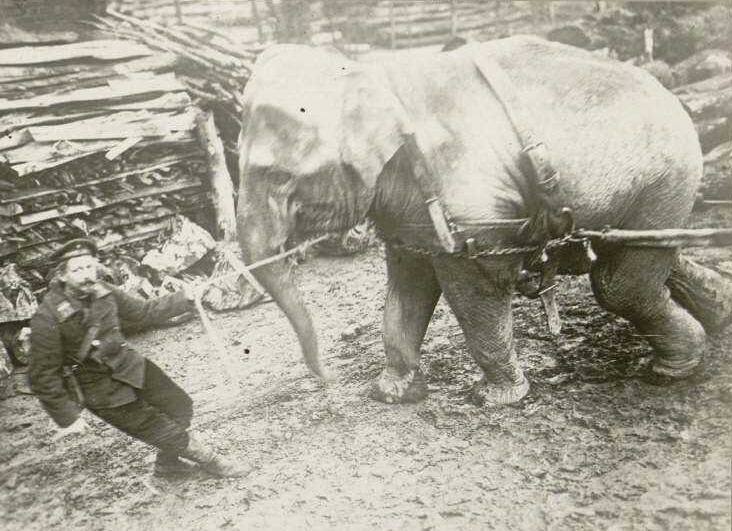
L'éléphante Jenny transportant du bois en 1915.

Quelques éléphants sont récupérés dans les zoos ou les cirques, de même que des chameaux,. Ils sont principalement utilisés dans les fermes pour remplacer les chevaux partis au front ou pour transporter de lourdes charges dans les villes,. L'éléphante Jenny est ainsi employée par les Allemands dans le Nord de la France en 1915-1916.

## Dans la culture
L'écrivain pacifiste Erich Maria Remarque a écrit : « Je vous le dis, que des animaux fassent la guerre, c'est la plus grande abomination qui soit ! ».

## Monument
Le 30 janvier 2024, il est inauguré un monument au square Boucicaut rendant hommage aux animaux morts pendant les guerres, en particulier la Première Guerre mondiale, car c'est à proximité sur le boulevard Raspail, qu’a été retrouvé fin août 1914 le chien Vitrier, « affaibli, revenant du front, ayant perdu la trace du 26e bataillon (…) auquel il était rattaché ».